# Kanurennsport-Weltmeisterschaften 1998
Die 29. Kanurennsport-Weltmeisterschaften fanden 1998 in Szeged (Ungarn) statt.
Es wurden Medaillen in 26 Disziplinen des Kanurennsports vergeben: neun Canadier und neun Kajak-Wettbewerbe der Männer sowie acht Kajak-Wettbewerbe der Frauen.

## Ergebnisse

### Männer

#### Canadier
| Event      | Gold                                                              | Zeit | Silber                                                                        | Zeit | Bronze                                                                               | Zeit |
| ---------- | ----------------------------------------------------------------- | ---- | ----------------------------------------------------------------------------- | ---- | ------------------------------------------------------------------------------------ | ---- |
| C-1 200 m  | Tschechien Martin Doktor                                          |      | Slowakei Slavomír Kňazovický                                                  |      | Ukraine Michał Śliwiński                                                             |      |
| C-1 500 m  | Russland Maxim Opalew                                             |      | Deutschland Andreas Dittmer                                                   |      | Ukraine Michał Śliwiński                                                             |      |
| C-1 1000 m | Kanada Steve Giles                                                |      | Tschechien Martin Doktor                                                      |      | Deutschland Andreas Dittmer                                                          |      |
| C-2 200 m  | Deutschland Thomas Zereske Christian Gille                        |      | Ungarn Miklós Buzál Attila Végh                                               |      | Russland Wladislaw Polsunow Andrei Kabanow                                           |      |
| C-2 500 m  | Ungarn György Kolonics Csaba Horváth                              |      | Polen Daniel Jędraszko Paweł Baraszkiewicz                                    |      | Deutschland Thomas Zereske Christian Gille                                           |      |
| C-2 1000 m | Russland Alexander Kowaljow Alexander Kostoglod                   |      | Rumänien Gheorghe Andriev Florin Popescu                                      |      | Ungarn György Zala Endre Ipacs                                                       |      |
| C-4 200 m  | Tschechien Petr Procházka Patr Fuksa Tomáš Křivánek Karel Kožíšek |      | Belarus Aljaksandr Massjajkou Anatoli Renejski Andrej Jeliajew Serhej Pletnew |      | Russland Pawel Konowalow Konstantin Fomitschow Wladimir Ladoscha Alexander Kostoglod |      |
| C-4 500 m  | Ungarn László Szuszkó Csaba Horváth György Kolonics Csaba Hüttner |      | Rumänien Ionel Averian Cosmin Pașca Gheorghe Andriev Florin Popescu           |      | Russland Wladislaw Polsunow Pawel Konowalow Andrei Kabanow Wladimir Ladoscha         |      |
| C-4 1000 m | Ungarn Csaba Horváth László Szuszkó Csaba Hüttner Béla Belicza    |      | Russland Konstantin Fomitschow Wassili Mailow Andrei Kabanow Ignat Kowaljow   |      | Tschechien Martin Doktor Petr Netušil Jan Macháč Viktor Jiráský                      |      |

#### Kajak
| Event      | Gold                                                          | Zeit | Silber                                                               | Zeit | Bronze                                                                          | Zeit |
| ---------- | ------------------------------------------------------------- | ---- | -------------------------------------------------------------------- | ---- | ------------------------------------------------------------------------------- | ---- |
| K-1 200 m  | Israel Michael Kolganov                                       |      | Ukraine Oleksij Sliwinskyj                                           |      | BR Jugoslawien Ognjen Filipović                                                 |      |
| K-1 500 m  | Ungarn Ákos Vereckei                                          |      | Israel Michael Kolganov                                              |      | Deutschland Lutz Liwowski                                                       |      |
| K-1 1000 m | Deutschland Lutz Liwowski                                     |      | Norwegen Knut Holmann                                                |      | Argentinien Javier Correa                                                       |      |
| K-2 200 m  | Ungarn Vince Fehérvári Róbert Hegedűs                         |      | Russland Anatoli Tischtschenko Sergei Werlin                         |      | Rumänien Geza Magyar Romică Șerban                                              |      |
| K-2 500 m  | Slowakei Michal Riszdorfer Juraj Bača                         |      | Italien Beniamino Bonomi Luca Negri                                  |      | Ungarn Krisztián Bártfai Gábor Horváth                                          |      |
| K-2 1000 m | Italien Antonio Rossi Luca Negri                              |      | BR Jugoslawien Mićo Janić Stjepan Janić                              |      | Ungarn Attila Ádám Krisztián Veréb                                              |      |
| K-4 200 m  | Ungarn Gyula Kajner Vince Fehérvári István Beé Róbert Hegedűs |      | Italien Antonio Rossi Beniamino Bonomi Ivano Lussignoli Luca Negri   |      | Norwegen Andreas Gjersøe Nils Olav Fjeldheim Knut Holmann Robby Roarsen Haugli  |      |
| K-4 500 m  | Deutschland Torsten Gutsche Björn Bach Jan Günther Mark Zabel |      | Ungarn Botond Storcz Krisztián Bártfai Zsolt Szádovszki Márton Bauer |      | Russland Andrei Tissin Andrei Schtschegolichin Witali Gankin Roman Sarubin      |      |
| K-4 1000 m | Deutschland Torsten Gutsche Björn Bach Stefan Ulm Mark Zabel  |      | Ungarn Botond Storcz Krisztián Bártfai Márton Bauer Zsolt Szádovszki |      | Russland Anatoli Tischtschenko Sergei Werlin Georgi Zybulnikow Alexander Iwanik |      |

### Frauen

#### Kajak
| Event      | Gold                                                                 | Zeit | Silber                                                                  | Zeit | Bronze                                                                             | Zeit |
| ---------- | -------------------------------------------------------------------- | ---- | ----------------------------------------------------------------------- | ---- | ---------------------------------------------------------------------------------- | ---- |
| K-1 200 m  | Kanada Caroline Brunet                                               |      | Italien Josefa Idem                                                     |      | Ungarn Éva Dónusz                                                                  |      |
| K-1 500 m  | Kanada Caroline Brunet                                               |      | Australien Katrin Borchert                                              |      | Italien Josefa Idem                                                                |      |
| K-1 1000 m | Italien Josefa Idem                                                  |      | Kanada Caroline Brunet                                                  |      | Australien Katrin Borchert                                                         |      |
| K-2 200 m  | Kanada Marie-Josée Gibeau Karen Furneaux                             |      | Ungarn Kinga Dékány Rita Kőbán                                          |      | Spanien Beatriz Manchón Izaskun Aramburu                                           |      |
| K-2 500 m  | Australien Annemarie Cox Katrin Borchert                             |      | Deutschland Birgit Fischer Anett Schuck                                 |      | Ungarn Kinga Dékány Rita Kőbán                                                     |      |
| K-2 1000 m | Australien Annemarie Cox Katrin Borchert                             |      | Deutschland Birgit Fischer Ute Pleßmann                                 |      | Schweden Anna Karlsson Susanne Gunnarsson                                          |      |
| K-4 200 m  | Ungarn Rita Kőbán Kinga Dékány Erzsébet Viski Katalin Kovács         |      | Schweden Ingela Eriksson Maria Haglund Susanne Gunnarsson Anna Karlsson |      | Russland Natalja Guli Jelena Tissina Larissa Peissachowitsch Tatjana Tischtschenko |      |
| K-4 500 m  | Deutschland Manuela Mucke Anett Schuck Marcela Bednar Birgit Fischer |      | Ungarn Kinga Dékány Szilvia Szabó Andrea Barócsi Katalin Kovács         |      | Spanien Beatriz Manchón Belén Sánchez Ana María Penas Izaskun Aramburu             |      |

## Medaillenspiegel
| Rang   | Nation         | Gold | Silber | Bronze | Gesamt |
| ------ | -------------- | ---- | ------ | ------ | ------ |
| 1      | Ungarn         | 7    | 5      | 5      | 17     |
| 2      | Deutschland    | 5    | 3      | 3      | 11     |
| 3      | Kanada         | 4    | 1      | —      | 5      |
| 4      | Italien        | 2    | 3      | 1      | 6      |
| 5      | Russland       | 2    | 2      | 6      | 10     |
| 6      | Australien     | 2    | 1      | 1      | 4      |
| 6      | Tschechien     | 2    | 1      | 1      | 4      |
| 8      | Israel         | 1    | 1      | —      | 2      |
| 8      | Slowakei       | 1    | 1      | —      | 2      |
| 10     | Rumänien       | —    | 2      | 1      | 3      |
| 11     | Ukraine        | —    | 1      | 2      | 3      |
| 12     | BR Jugoslawien | —    | 1      | 1      | 2      |
| 12     | Norwegen       | —    | 1      | 1      | 2      |
| 12     | Schweden       | —    | 1      | 1      | 2      |
| 15     | Polen          | —    | 1      | —      | 1      |
| 16     | Belarus        | —    | 1      | —      | 1      |
| 17     | Spanien        | —    | —      | 2      | 2      |
| 18     | Argentinien    | —    | —      | 1      | 1      |
| Gesamt | Gesamt         | 26   | 26     | 26     | 78     |